# Carl Gustaf Mannerheim
Carl Gustaf Mannerheim, född 10 augusti 1797 på Villnäs slott i dåvarande Lemo socken, väster om Åbo, död 9 oktober 1854 i Stockholm, var en finlandssvensk greve, naturforskare (i första hand entomolog) och ämbetsman.

## Biografi
Carl Gustaf Mannerheim var son till Carl Erik Mannerheim och Wendela von Willebrand, vars mor tillhörde ätten von Wright. Han blev student 1813, filosofie doktor 1819, kanslist i kommittén för de finska ärendena i Sankt Petersburg 1820, andre expeditionssekreterare vid statssekretariatet för Finland 1826 och kanslerssekreterare för universitetet. Sedermera utnämndes han till hovrättsråd i Åbo hovrätt 1831, landshövding i
Vasa 1833 och i Viborgs län 1834 samt president i Viborgs hovrätt 1839. Han anlitades dessutom som medlem av flera kommittéer och var ordföranden i den 1849 tillsatta kommittén för revision av universitetets i Helsingfors statuter.
Mannerheim väckte förslag om åtgärder för finska språkets användande vid domstolarna och ämbetsverken. Så lysande Mannerheims ämbetsmannabana än var, förvärvade han sig likväl icke på denna något varaktigare minne. Hans håg låg sedan ungdomen åt naturalhistorien. Mannerheims favoritstudium blev insektsordningen Coleoptera (skalbaggar). Till en början bidrog Mannerheim genom sina flitigt gjorda samlingar till Carl Reinhold Sahlbergs arbete Insecta fennica, men snart nog uppträdde han som självständig författare med en uppseendeväckande monografi över ett av honom uppställt nytt släkte, Eucnemis (1823). Inom kort icke blott överflyglade han sin lärare Sahlberg, utan vann även rykte som en av Europas främsta coleopterologer (skalbaggskännare). Under sin vistelse i Sankt Petersburg utgjorde Mannerheim själen i därvarande entomologiska kretsar och publicerade en mängd uppsatser och avhandlingar i naturhistoriska och vetenskapliga tidskrifter, som utgavs i Sankt Petersburg och Moskva. De viktigaste av dessa är det systematiska utkastet Precis d'unnouvel arrangement de la jamille des Brachélytres (1830) och, i djurgeografiskt hänseende, Beitrag zur Käferfauna der Aleutischen Inseln, der Insel Sitcha und Neu-Californiens (1843) med senare tillkomna "Nachtrag" (1846, 1852, 1853). Ett annat på sitt område epokgörande arbete är Mannerheims Versuch einer monographischen Darstellung der Käfergattungen Corticaria und Lathridius (Halle, 1844), som, i likhet med allt vad han publicerade inom entomologin, utmärks av synnerligt skarp blick för karaktärer och stor noggrannhet i beskrivningarna. Hans utgivna arbeten uppgår till omkring 40.
Mannerheims samling, som innehåller nära 20 000 arter skalbaggar i 100 000 exemplar och omkring 10 000 arter av andra ordningar samt vunnit rykte som ett mönster för i hög grad elegant uppställning, inköptes efter hans död till universitetet i Helsingfors för 8 000 rubel, likasom hans rika och dyrbara bibliotek och hans vidsträckta korrespondens.
Mannerheim var ledamot av bland andra Ryska vetenskapsakademin i Sankt Petersburg (1827) och Kungliga Vetenskapsakademien i Stockholm (utländsk ledamot 1852) samt Finska Vetenskaps-Societeten (1838).
Mannerheim var gift med Anna Wilhelmina von Schantz född i adelsätten von Schantz, och far till Carl Robert Mannerheim och farfar till marskalk Gustaf Mannerheim. Hans äldsta dotter var hovfröken hos kejsarinnan av Ryssland.